# Har Chanaton
Har Chanaton (hebrejsky: הר חנתון) je vrch o nadmořské výšce 334 metrů v severním Izraeli, v Dolní Galileji (nezaměňovat s pahorkem Tel Chanaton, který se nachází cca 4 kilometry jihovýchodně odtud).
Nachází se cca 4 kilometry východně od města Šfar'am. Má podobu nevýrazného, převážně odlesněného pahorku. Na severní straně je kopec narušen rozlehlým kamenolomem, dál k severu se terén sklání do údolí vádí Nachal Evlajim. Východní svah je zalesněný a terén tu klesá směrem do údolí Bejt Netofa. Jižní svah a část vrcholové partie je prostoupená rozptýlenou zástavbou izraelských beduínů (obec Bir al-Maksur). Na jihovýchodním úbočí se zvedá pahorek Giv'at Michman. Dál k jihovýchodu pak stojí vesnice Chanaton.